# سلمان زمان
سلمان زمان (مواليد 2 أكتوبر 1979 في المحرق، البحرين) رامي بحريني. مثل زمان البحرين في دورة الألعاب الأولمبية الصيفية 2008 حيث تنافس في مسابقة البندقية 50 متر. حل في المركز السابع والثلاثين في التصفيات برصيد 588 نقطة.
زمان حاليا عضو في نادي البحرين للرماية في المنامة.

## روابط خارجية
- سلمان زمان على موقع أوليمبيديا (الإنجليزية)